# Amanda Tenfjord
Amanda Tenfjord (em grego: Αμάντα Γεωργιάδη; Ioannina, Grécia, 9 de janeiro de 1997) é uma cantora e compositora grega-norueguesa. Nasceu em Ioannina, Grécia, mas foi criada em Tennfjord, Noruega.
Em 2022, Amanda representou a Grécia no Festival Eurovisão da Canção 2022 com a canção "Die Together", composta por ela e Bjørn Helge Gammelsæter. Sua performance obteve a terceira colocação na primeira semifinal e a oitava colocação na final (com 215 pontos no total).

## Discografia

### Singles
- "Run" (2014)
- "I Need Lions" (2016)
- "Man of Iron" (2017)
- "First Impression" (2018)
- "No Thanks" (2018)
- "Let Me Think" (2018)
- "The Floor Is Lava" (2019)
- "Troubled Water" (2019)
- "Kill The Lonely" (2019)
- "As If" (2020)
- "Pressure" (2020)
- "Then I Fell in Love" (2020)
- "Miss the Way You Missed Me" (2021)
- "Die Together" (2022)
- "Plans" (2022)

### EPs
- First Impression (2018)
- Miss the Way You Missed Me (2021)